# 奧爾斯巴赫河
50°50′24.05″N 7°12′1.31″E / 50.8400139°N 7.2003639°E
奧爾斯巴赫河（德語：Auelsbach），是德國的河流，位於該國西部，處於北萊茵-威斯特法倫州，屬於阿格河的左支流，河道全長7.4公里，流域面積7.7平方公里。